# 夢より遠くへ -melodies & stories-
『夢より遠くへ -melodies & stories-』（ゆめよりとおくへ メロディーズ アンド ストーリーズ）は、1995年にリリースされた来生たかおの企画アルバム（CD〈規格品番：KTCR-1342〉）である。

## 概要
※原則的に、来生たかおは“来生”に省略、来生えつこは“来生えつこ”と表記。
全曲セルフカバー（ボーナストラックを除く）による歌手デビュー20周年アルバムである。

## パッケージの体裁

### アルバムタイトル
※初出のジャケット表記“夢より遠くへ -melodies & stories-”以外のもの
ケースの側面部
“夢より遠くへ 〜メロディーズ・ストーリーズ〜”
帯
“夢より遠くへ 〜メロディーズ・ストーリーズ〜”
なお、各種ディスコグラフィーによっても表記は片仮名やアルファベットになっている。

### ディスクジャケット
ジュエルケースにブックレットを挿入

### 帯のコピー
眠れない夜に ふたりだけの夜に… 来生たかおリニューアル・アレンジによるスーパーベスト（“20th ANNIVERSARY”の記載あり）

## 収録曲
1. 浅い夢（4：36）
  - 作詞：来生えつこ ／ 作曲：来生たかお ／ 編曲：朝川朋之
  - 1995年7月21日、歌手デビュー20周年に際し、新たなアレンジでリリースされた第32弾オリジナル・シングルである。シングル盤には“20thアニヴァーサリー・ニューレコーディング”と補記されている。
  - 楽曲の詳細はオリジナルアルバム『浅い夢』参照。
2. 涙嫌い（4：44）
  - 作詞：来生えつこ ／ 作曲：来生たかお ／ 編曲：福井峻
  - 楽曲の詳細はオリジナル・アルバム『By My Side』参照。
3. 夢より遠くへ（5：08） 
  - 作詞：来生えつこ ／ 作曲：来生たかお ／ 編曲：萩田光男
  - 楽曲の詳細はオリジナル・アルバム『永遠の瞬間』参照。
4. セカンド・ラブ（5：29）
  - 作詞：来生えつこ ／ 作曲：来生たかお ／ 編曲：朝川朋之
  - 楽曲の詳細はオリジナル・アルバム『Visitor』参照。
5. Goodbye Day（5：32）
  - 作詞：来生えつこ ／ 作曲：来生たかお ／ 編曲：JAMSHEID SHARIFI
  - 本アルバムリリースの時点で3回目のセルフカバー。
  - 楽曲の詳細は企画アルバム『来生たかお』、オリジナル・アルバム『Sparkle』を参照。
6. 夢の途中（5：46）
  - 作詞：来生えつこ ／ 作曲：来生たかお ／ 編曲：JAMSHEID SHARIFI
  - 楽曲の詳細はオリジナル・アルバム『夢の途中』参照。
7. スローモーション（4：49）
  - 作詞：来生えつこ ／ 作曲：来生たかお ／ 編曲：萩田光男
  - 楽曲の詳細はオリジナル・アルバム『Visitor』参照。
8. はぐれそうな天使（3：47）
  - 作詞：来生えつこ ／ 作曲：来生たかお ／ 編曲：BOB BELDEN
  - 楽曲の詳細はオリジナル・アルバム『ONLY YESTERDAY』参照。
9. 語りつぐ愛に（6：18）
  - 作詞：来生えつこ ／ 作曲：来生たかお ／ 編曲：福井峻
  - 楽曲の詳細はオリジナル・アルバム『With Time』参照。
10. あなただけGood Night（4：18）
  - 作詞：来生えつこ ／ 作曲：来生たかお ／ 編曲：BOB BELDEN
  - 楽曲の詳細はオリジナル・アルバム『Natural Menu』参照。
11. シルエット・ロマンス（6：24）
  - 作詞：来生えつこ ／ 作曲：来生たかお ／ 編曲：朝川朋之
  - 楽曲の詳細はオリジナル・アルバム『Visitor』参照。
12. 夢の渚 -The Silent Service-（4：03）
  - 作詞：来生えつこ ／ 作曲：来生たかお ／ 編曲：萩田光男
  - ボーナストラック。サブタイトルの“The Silent Service”は“沈黙の艦隊”を意味する。
  - バンダイビジュアルのOVA『沈黙の艦隊』（1995年）のエンディングテーマとして起用された。来生版はピアノの独奏である。
  - 笠原弘子がカヴァーしたヴァージョン（1997年9月10日リリース）は、上記作品に加え、『沈黙の艦隊 VOYAGE 2』（1997年）、『沈黙の艦隊 VOYAGE 3』（1998年）のエンディングテーマとして起用された。笠原版は来生版とうって変わり、アカペラでの歌唱となっている。

## 参加ミュージシャン
記載なし

## 参加スタッフ
- Executive Producer：高久光雄
- Co-Producer：本間一泰
- Director：本間一泰、加瀬丈裕
- Mixing Engineer：清水高志、Tomiharu Iobe、大野進、田中是行、Kinji Yoshino
- Assistant Engineer：N.Fujiwara、N.Fujita、S.Anne、M.Takamatsu、R.Matsuda
- Mastering Engineer：高城賢

New York PRODUCTION
- Producer：Akira Satake（DAMFINO PRODUCTION）
- Recording Engineer：Scott Noll、Dan Dipaola（DAMFINO PRODUCTION）
- Coordination：Akira Sasai（ZOOM）
- Production Assistant：Atsushi Yamazaki
- Artist Manager：小松裕二
- A & R：Masanobu Suezaki
- Artist Management：BASIC, INC.
- Production Assistant：Chika Watanabe
- Superviser：竹脇隆、軽部重信
- Contractor：Naomi Niimura
- Lyrics Coordination：宮崎真哉
- Art direction & Design：Hitoshi Takagi（IRON MAMA）
- Cover Objects：Akiko Ohno
- Photography：Hitoshi Takagi（IRON MAMA）
- Styling：Makiko Suzuishi
- Hair & Make-Up：Mamoru Oguchi
- Visual Coordination：Toshiyuki Shinke、Naoko Iwasaki
- Lighting Design：215 Co., Ltd
- Special Thanks To Atsuo Takada、Hideichi Kurita、来生優子